# Ensemble c'est mieux ! (émission de télévision)
Pour les articles homonymes, voir Ensemble c'est mieux !.
Ensemble c'est mieux ! est une émission de télévision française diffusée sur France 3 Régions depuis le 7 janvier 2019 et qui s'est terminée le 2 juillet 2021.

## Diffusion
Le programme se décline en 13 émissions différentes diffusées de manière simultanées sur toutes les régions,. Ses créateurs disent vouloir se centrer autour du vivre ensemble, de la solidarité et apporter de l'aide aux téléspectateurs sur des sujets touchant leur vie quotidienne.

## Présentateurs

### Animateurs/animatrices:«Ensemble c'est mieux! avec France 3»
- Raphal Yem (Île-de-France), depuis janvier 2021 ;
- Patrice Gascoin (Normandie), depuis janvier 2020
- Thibaut Rysman (Hauts-de-France)
- Valérie Alexandre (Champagne-Ardenne et Lorraine), depuis janvier 2021 (Grand-Est)
- Carinne Teyssandier (Auvergne-Rhône-Alpes)
- Éric Charay (Provence-Alpes-Côte d’Azur)
- Vanessa Finot (Nouvelle-Aquitaine), depuis janvier 2020 ;
- Mickaël Potot (Occitanie)
- Pascal Gervaize (Bourgogne-Franche-Comté)

- N'Fanteh Minteh & Evan Adelinet (Bretagne)
- Frédérique Courtadon et Éloïse Bruzat (Centre-Val de Loire)
- Ahlam Noussair (Pays de la Loire)

### Anciens/anciennes Présentateurs(trices)
- Alex Goude (Lundi, mardi, jeudi, vendredi) et Melinda Lellouche (Mercredi), de janvier/septembre à décembre 2019 ;
- Philippe Aigueperse (Nouvelle-Aquitaine), de septembre 2019 à décembre 2019 ;
- Valérie Amarou (Île-de-France), de janvier 2019 à juin 2019 ;
- Hervé Aeschbacher (Alsace), de janvier 2019 à décembre 2020 ;
- Laurence Postic (Bretagne), de janvier 2019 à février 2020.